# 旧金山湾区捷运系统历史
旧金山湾区地铁系统(BART)，是旧金山湾区主要的铁路运输系统。 早在1946年，这个概念就被提出，但是原始系统的建造却在60年代才开始。

## 起源與計畫

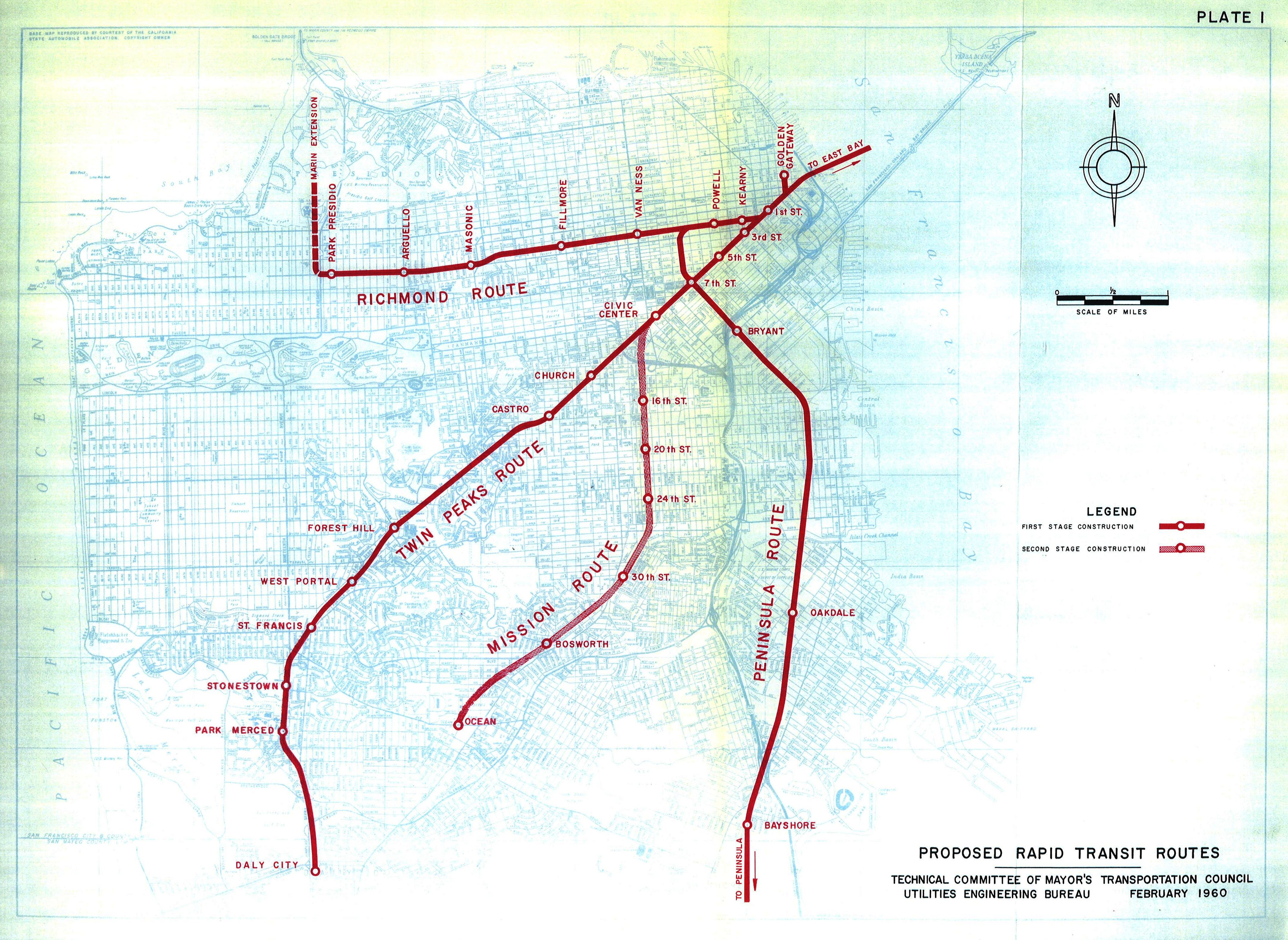
富有前瞻性的、对旧金山市内地铁系统的规划图。湾区地铁系统被设计为现有铁路的替代品和新区域铁路系统的整合。这幅1960年的图包括了加州铁路和双峰隧道（现用于旧金山城市铁路）的线路，以及吉里街和使命街区间（此图中被缩短至巴尔波亚公园站）。

早在1900年左右，过海铁路隧道的构想就已经被法蘭西·波拉克斯·史密斯先生提出了——他在旧金山时报的头版专门写了一篇社论，提议建设电气化铁路。到了20世纪10年代，另有计划提出，在市场街地下，建立一条由第三轨驱动的地铁。.现在湾区捷运涵盖的区域，曾经都由市内有轨电车和城际列车构成的、名为关键系统的铁路网络运营着，这个20世纪早期的系统还使用过旧金山-奥克兰海湾大桥的下层提供定期的过海服务。然而这个系统不敌汽车和公共汽车的竞争，还有高速公路的急速发展，于是在1958年4月20日它停止了服务，不久后又被拆除。

湾区捷运局(BARTD)的标志，由临近的5个县于1958年批准

湾区的商业领袖们意识到战后的移民潮带来的人口增长和地区日益恶化的拥堵情况，在1946年提出了现今地铁系统的方案。同时，一个陆军与海军的联合部队认为，需要尽快加建一条过海通道，最好是隧道，来缓解旧金山-奥克兰海湾大桥的通行压力。然而真正关于今天地铁系统的规划一直到50年代才提出。1951年，加州议会建立了旧金山湾区地铁系统委员会（San Francisco Bay Area Rapid Transit Commission），来研究湾区长期的交通需求。委员会于1957年发表了最终报告，指出缓解湾区交通压力最划算的方案是建立一个相关部门，负责连接市区和市郊的高速地铁系统的建造和运营。，其中共有九個縣被列入此計劃中。
根據此報告，舊金山灣區捷運管理局於1957年由加利福尼亞州州議會批准成立，成立時的成員包括了阿拉梅達縣、康特拉科斯塔縣、馬林縣、舊金山縣及聖馬特奥县。聖塔克拉拉縣当时正致力于建立本县自己的高速公路系统，被排除在最初興建範圍之外，但已計畫提供服務至帕羅奧多及費利蒙。1959年，州议会通过了新的法案，用旧金山-奥克兰海湾大桥的路桥费盈余来支付成本中占比较大的建造海湾隧道的成本。
1961年，新系统规划的终稿被交到了由五个县组成的理事会的手里。这个规划中有三条线下穿旧金山湾，并连接东部的康科德、东北部的里奇蒙、和东南部的费利蒙；此外，还有位于金门的、连接西北部 诺瓦托和旧金山的跨海隧道，以及起始于 帕罗奥图、在旧金山半岛上的支线。但是，圣马刁县却于1962年4月时，退出了地铁计划，因为他们担心高昂的建造成本，和聖馬刁線將來自聖塔克拉拉縣的消費者带去舊金山市區消費，而減少縣內商店的收入，加上已经有南太平洋运输公司线路（加州通勤火車前身）。于是，线路的最南端就止步于戴利城了。马林县也在之后的5月，因为金门大桥董事会的反对，和担心县内的债券无法顺利发行（需要6成以上选选举人同意），退出了管理局。两县的退出导致了吉里区间被撤销，最后规划终于在1962年9月由剩下三县的选举人投票通过。

## 最初的系统(1964–76)

### 初期建設

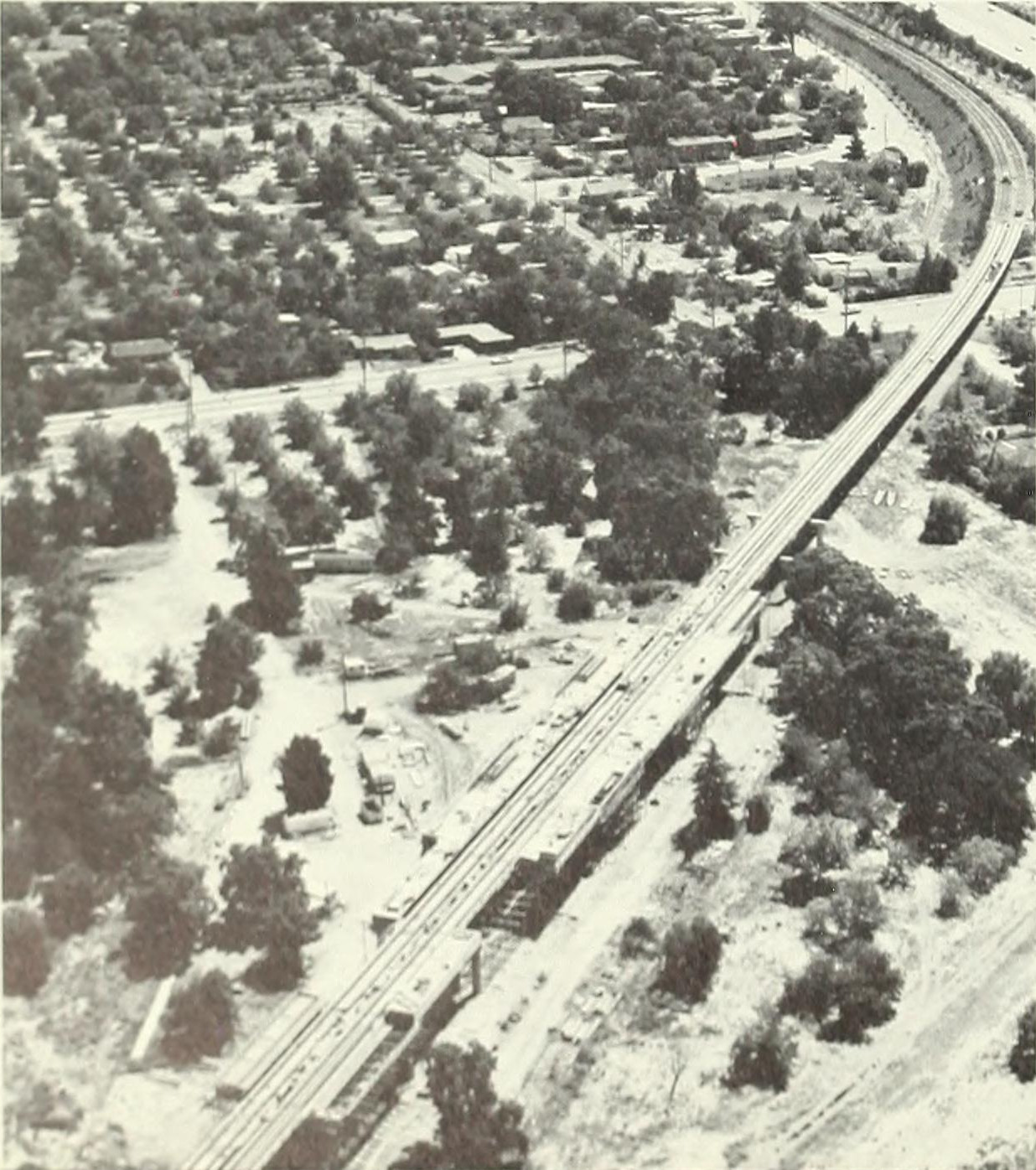
1970年，正在施工的普莱森特山站

灣區捷運於1964年6月19日動工，由當時的美國總統林登·约翰逊，在康特拉科斯塔縣的康科德及核桃溪之間的測試軌4.4英里（7.1）處進行動工儀式。
整體工程包括了建造3个在奥克兰繁华的市中心、3个（后增加至4个）在旧金山车水马龙的市场街、4个旧金山郊区地下、以及3个在伯克利的半地下的地铁站，还有於奧克蘭及舊金山之間、舊金山灣海底、長達3.6英里（5.8）的海灣隧道和穿越柏克萊丘的3.5英里（5.6）隧道，以及整个系统的保养设施。这庞大的工作量一度令人望而却步。
捷运建造时，为了保证独立路权，使用了高速路之间的隔离带，和许多既有的铁路线。
| 路段                                        | 对应的区间对对                                |
| ------------------------------------------- | --------------------------------------------- |
| 北萨克拉门托铁路 （后合并入聯合太平洋鐵路） | 康科德、康特拉科斯塔中心和核桃溪站            |
| 聖塔菲鐵路 （后合并入BNSF鐵路）             | 里奇蒙和伯克利 （后成为欧龙绿道和里奇蒙绿道） |
| 聯合太平洋鐵路奥克兰段                      | 弗卢特维尔至阿拉米达溪                        |
| 980號州際公路                               | 伯克利丘至奥克兰                              |
| 24号州道                                    | 伯克利丘至奥克兰                              |

### 开始營運

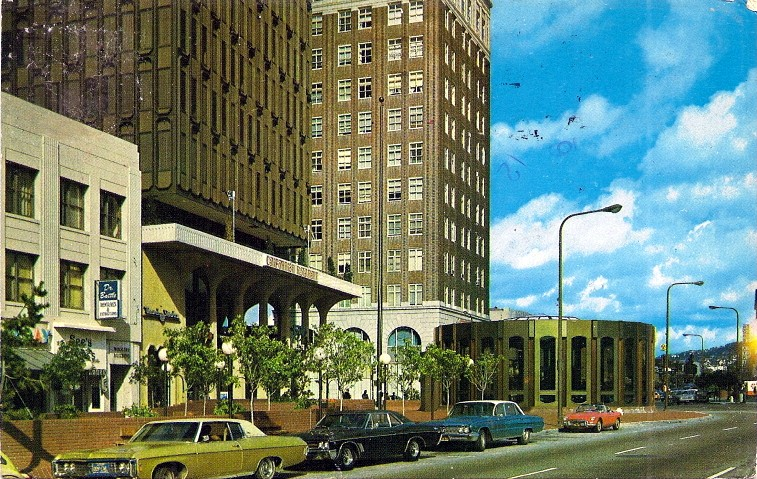
伯克利站的入口（右下角），摄于1973年，此站刚开通不久后

地铁於1972年9月11日開始提供正式載客營運，最初的线路只有麦克阿瑟站到费力蒙站的区间，开通的头五天内客流量就超过了10万人次，美國總統理查·尼克森亦於1972年9月27日搭乘此捷運。随后市场街地铁系统于1973年9月3日开通，跨湾隧道也於1974年9月16日開始使用。最初系統共有四條線路，分別延伸至達利市、康科德、列治文及費利蒙，而戴利城至里奇蒙和费利蒙的直达服务却迟迟没有开通。
在刚开通的1976年时，客流量是4.4万人次，远低于预计的15.7万。当时的服务依然是每日14小时。在最初的5年内地铁只在工作日提供服务，周六的服务于1977年9月开始，而周日的则于1978年7月开始。1972-1974年间的票价是：从西岸到康科德1.20美元，到费利蒙1.25美元，而从里奇蒙到费利蒙则是1.10美元。

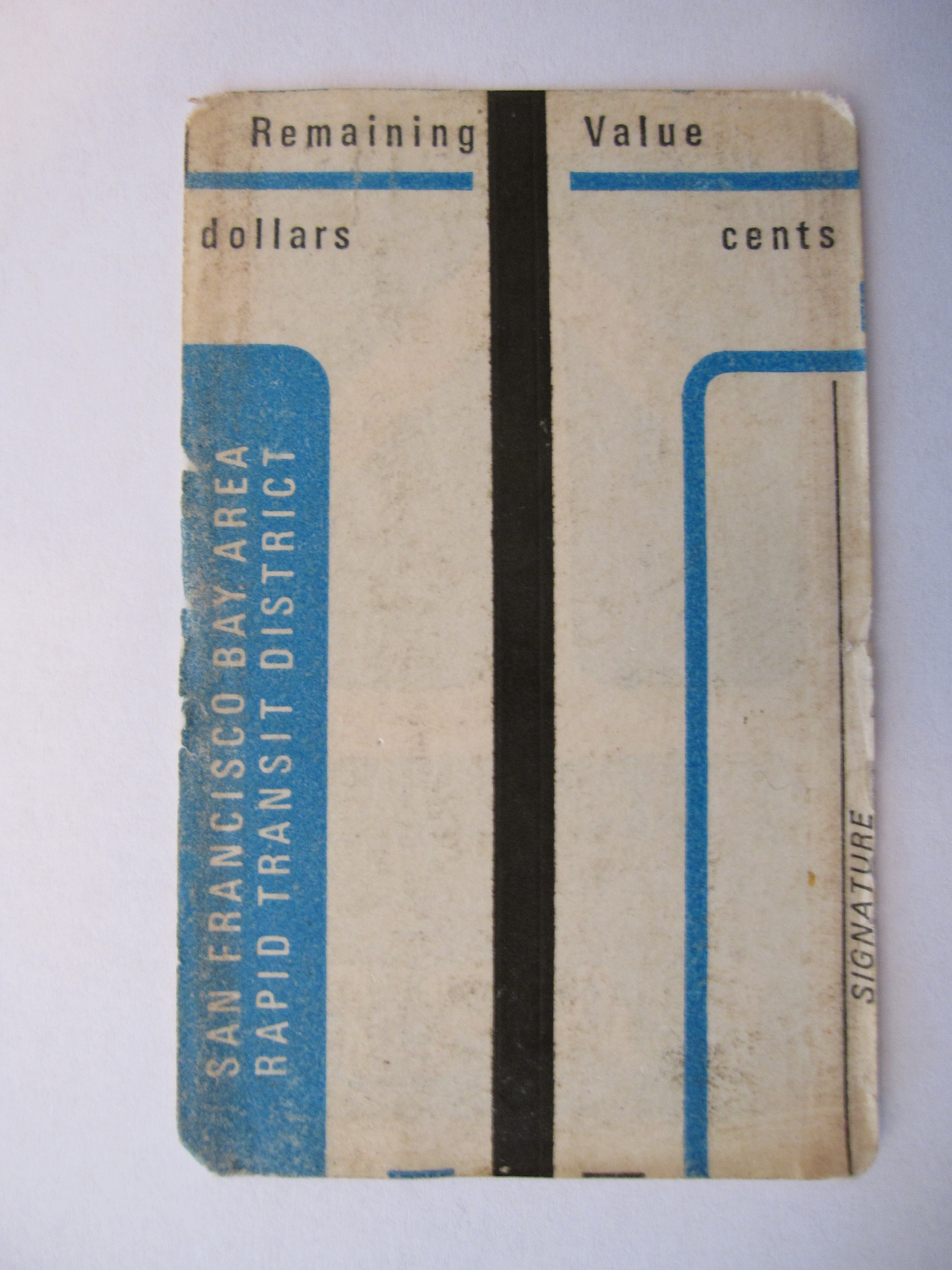
早期带有磁条的纸质车票

新开通的湾区地铁被视为地铁科技的巨大进步，然而对于地铁安全性和高昂成本的质疑也慢慢出现了。1976年时地铁的成本，包括最初线路、列车、和跨湾隧道，达到了15.86亿美元（相当于2023年的116億美元）。当时有批评指出地铁系统在建造的40年间花销太高。

### 加站
内河码头站于1976年5月27日投入使用，比旧金山的其他站晚了三年，因为此站并不在最初的计划内。由于市场街的不断发展，工程师在建造地铁时预留了此站的基本结构。 

### 自动化

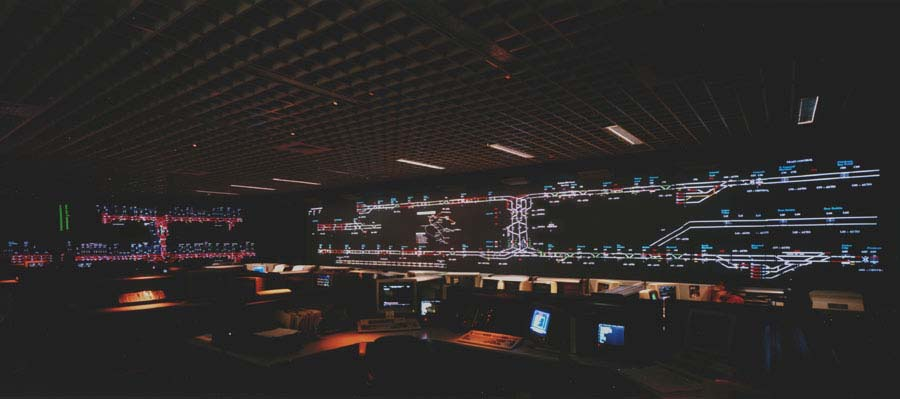
湾区捷运系统运营中心，美丽湖站附近。

湾区地铁是美国最早使用列车自动控制系统的铁路系统。列车的线路规划、发车、以及时刻表的调整都是由一系列计算机完成，辅以控制中心(OCC)内调度员的监控。正常情况下，列车的车距和速度都由计算机控制，工作人员只需发表通告、停运后清理站台、监控轨道状况，如果有突发情况，列车才会被手动控制，以低速行驶。作为第一代，这个自动系统在运营初期的几年里饱受故障的困扰。
最早的信号系统和后来的维护是由西屋公司开发的。运营初期，由于轨道上过低的电压（0.6伏，低于行业标准的15伏）和轨道上的露水，经常出现“幽灵列车”（系统认为有列车在区间内，实际却没有），而实际的列车有时又消失在屏幕上的情况。因此，当时列车只能手动以25英里每小時（40每小時）的速度行驶。虽然问题很快被解决，然而人工闭塞——由调度员在前方站台上，通过电话和信号灯，在前方列车离站后才下达放行命令的制度——依然持续了很多年。这引起了媒体极大的不满，以及西屋公司和湾区地铁多年的诉讼拉锯战，还有管理局、州政府、美国政府之间的争执，好在问题很快解决，地铁的稳定性也提高了。 “幽灵列车”的情况一直到2007年都还有出现，虽然能很快被排除，但还是会导致列车降级为手动模式，并造成阻塞。另外，车票系统也存在安全性问题，区区大学内的设备就能入侵，不过后来漏洞都被修复了。
列车调度曾经在中央控制室内完成，后来这个控制室升级为运营控制中心(OCC)，坐落于奥克兰的Kaiser Center。

### 故障与困境
在地铁开始运营前，列车自动控制系统就被发现有致命的设计缺陷和操作漏洞。有三位工程师在1969-1971年间发现了这个问题，并提交给了管理局，然而管理局对此不屑一顾，于是他们将情况反馈给了董事会，却只得到了两位成员的支持。随后管理层在1972年3月报复性地解雇了这三位工程师。IEEE在得知此事后，发表了自成立以来的第一份法律文书，以支持三人的主张。美国国家专业工程师协会加州分会在1972年6月也向加州参议会提交了报告，指出了控制系统里有多个严重的漏洞。立法分析师A. Alan Post立刻展开调查，并邀请了加州大学伯克利分校的比尔·瓦腾伯格教授担任顾问。
这些漏洞在随后的一场事故中得到了体现。

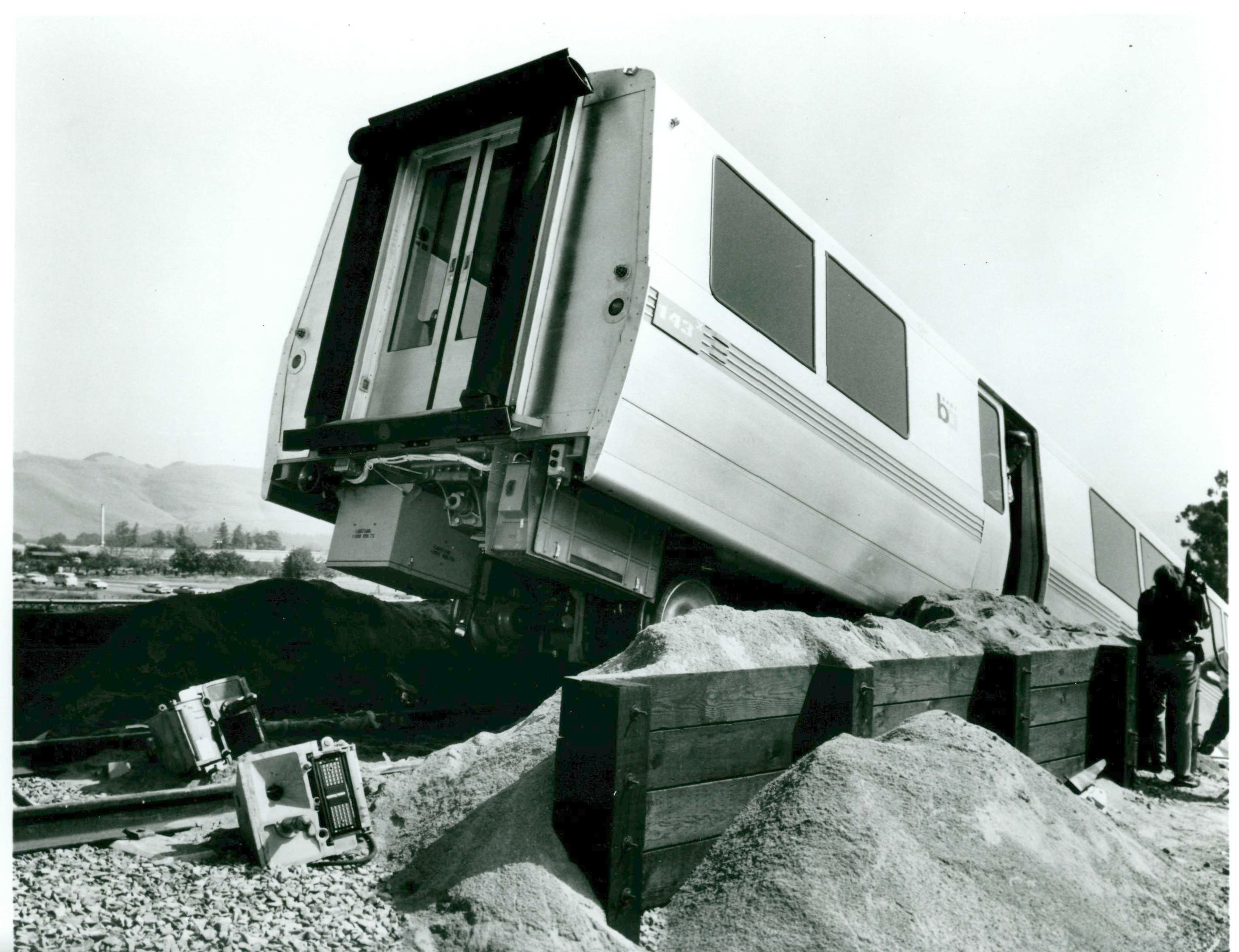
部分脱轨的车厢

- 1972年10月2日，地铁刚开通了不到1个月，控制系统的失灵导致了一辆列车在抵达当时的终点站费利蒙站后，不仅没能安全停下，甚至还冲下高架桥，砸在了地面上，造成4名乘客受伤。[22][23][24][25][26]

列车的运营由管理层监督着：
（湾区捷运总经理）斯托克先生正在位于奥克兰的总部，向参观的交通委员会成员展示这个航天时代的控制系统（于1972年10月2日）。“请看，”他说，“这是前往费利蒙站的列车”。然而屏幕上的亮点在经过车站后却消失了。“我掉进了一个停车场！”驾驶员通过广播喊道。
这场“费利蒙惊魂”引起了全国的关注。加州参议会、加州公共设施委员会、和NTSB都分别展开了多次调查。之后，PUC开始严格监督地铁的运营，并派出州政府的工作组入驻运营中心。Post先生立法分析师在1972年11月发表了第一份报告，对湾区捷运“措辞犀利”地指出，当前的控制系统并不可靠、项目也存在管理问题，而且也“缺乏改进措施”。斯托克先生对报告中的指控表示“不仅很失望，而且完全无法接受”，但同时，管理层也认为自动控制系统“不能可靠地侦测行进列车前方静止的列车”，于是自动控制被搁置，改用电话闭塞。立法分析师在1974年3月认为湾区地铁“管理层和董事会都缺乏目标和管理”。州议会在同年也就湾区地铁的财务管理问题举行了为期一个月的听证会。听证会上，Post先生建议解除总经理的职务，议员们也以冻结对管理局的拨款来施压。最终总经理于5月被迫辞职，几位经理也被撤换。州议员接着撤换了之前指派的所有董事会成员，并改以投票选出新的董事会。调度问题和管理层变动使旧金山的区间延迟到了1974年才开通。1978年，被解雇的三位工程师得到了IEEE道德上的嘉奖。这场事件后来成为了工程师职业道德课程的案例之一。
- 1979年1月，一輛正在通過過海灣隧道的電車發生電氣火災，造成一名消防隊員死亡，捷運系統因此暫停服務兩月。比起現在，當時的電車更容易燃燒；從此事件起，灣區捷運定期舉行消防演習，電車內座椅並改用耐燃燒的材質。

### 1989年地震
1989年10月17日，旧金山南部、聖塔克魯茲附近的洛馬普里塔峰地下发生地震，造成舊金山的多數高速公路嚴重受損；而灣區捷運系統具有防震的設計，在地震後六個小時，灣區捷運的列車就開始恢復營運，次日凌晨5点便恢复了正常时刻表，成為舊金山灣區內唯一可以跨越多數地區的運輸系統。虽然在後續的餘震中，營運仍然需要暫停數小時，直到以人力確認所有軌道及各隧道的狀況後，才能恢復營運，但地铁依然保持着24小时的服务到同年12月3日。

## 延长至旧金山机场(1984-2003)

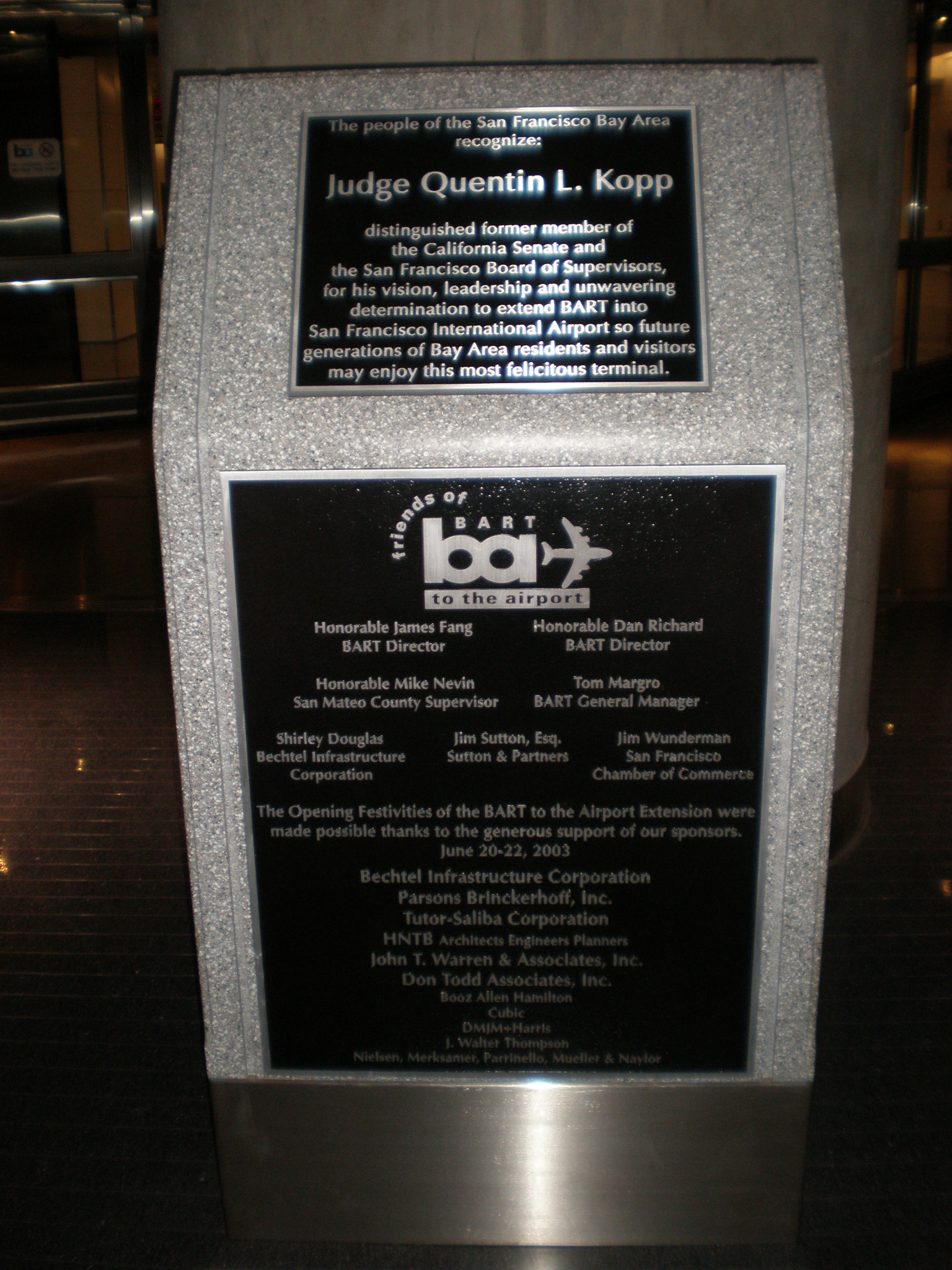
旧金山机场站的纪念牌匾

早在1984年，向旧金山南部延长的计划就已经在研究中了，第一步就是戴利城站的袋狀軌，这个结构在不久之后完成，并在此基础上，线路在后来向南延申至旧金山机场站。 在一度退出灣區捷運系統的聖馬刁縣願意以“购入”的方式（而不是正式加入）提供2億美金（考虑通胀后的4億美元）後，系統延伸到舊金山灣區的東邊的構想出現契機。圣马特奥县的服务，在1996年，随着科马站的开通而开始，虽然当时机场延长线的计划还没有最终落实。
[[科馬站|科馬站]]在开通后，一直是地铁南边的终点站，直到1997年11月，旧金山机场、旧金山南、圣布鲁诺、和密尔布瑞四个新站开通，其中密尔布瑞站还是和加州火車的跨月台轉車站。 2003年6月22日，始于机场国际航站楼的、耗资15亿美元（如今的24.8億美元）的南延长线也投入服务。这条路线曾经由旧金山城市铁路运营到1949年，来缓解高峰期机场的客流量。延长线共增加了8.7英里（14.0）的总里程，其中有6.1英里（9.8）的地下段，1.2英里（1.9）的高架段和1.4英里（2.3）的地面段。
延长线的运营并不是一帆风顺的。2008年，延长线的日客流量只有3.5万，远远小于预计的5万，最高时也才有3.7万。 机场站在2015年录得的平均出站客流量是每日6781人次。 按照合同，虽然圣县不是地铁管理局的成员，但还是要负担此延长线的运营成本。低于预估的客流量让运营入不敷出，于是两方在服务安排上的争执渐渐白热化，其中湾区地铁希望能增加班次来提高客流量，而圣县交委则希望减少班次来压缩开支。两方不一致的立场导致该线的服务在2003年至2010年间多次改变。 在2008年还还一度取消了机场到密尔布瑞站的直达服务。最终，圣县交委和地铁方面达成协议，圣县交委向地铁支付3200万美元，外加每年200万美元，而湾区地铁则全权负责延长线的运营和盈亏。随后，湾区捷运方面安排了黄线保持机场站的服务，而密尔布瑞站将在工作日的高峰期由红线直达（不经过机场），晚上和周末再由黄线服务。

## 支线发展 (1995–2018)

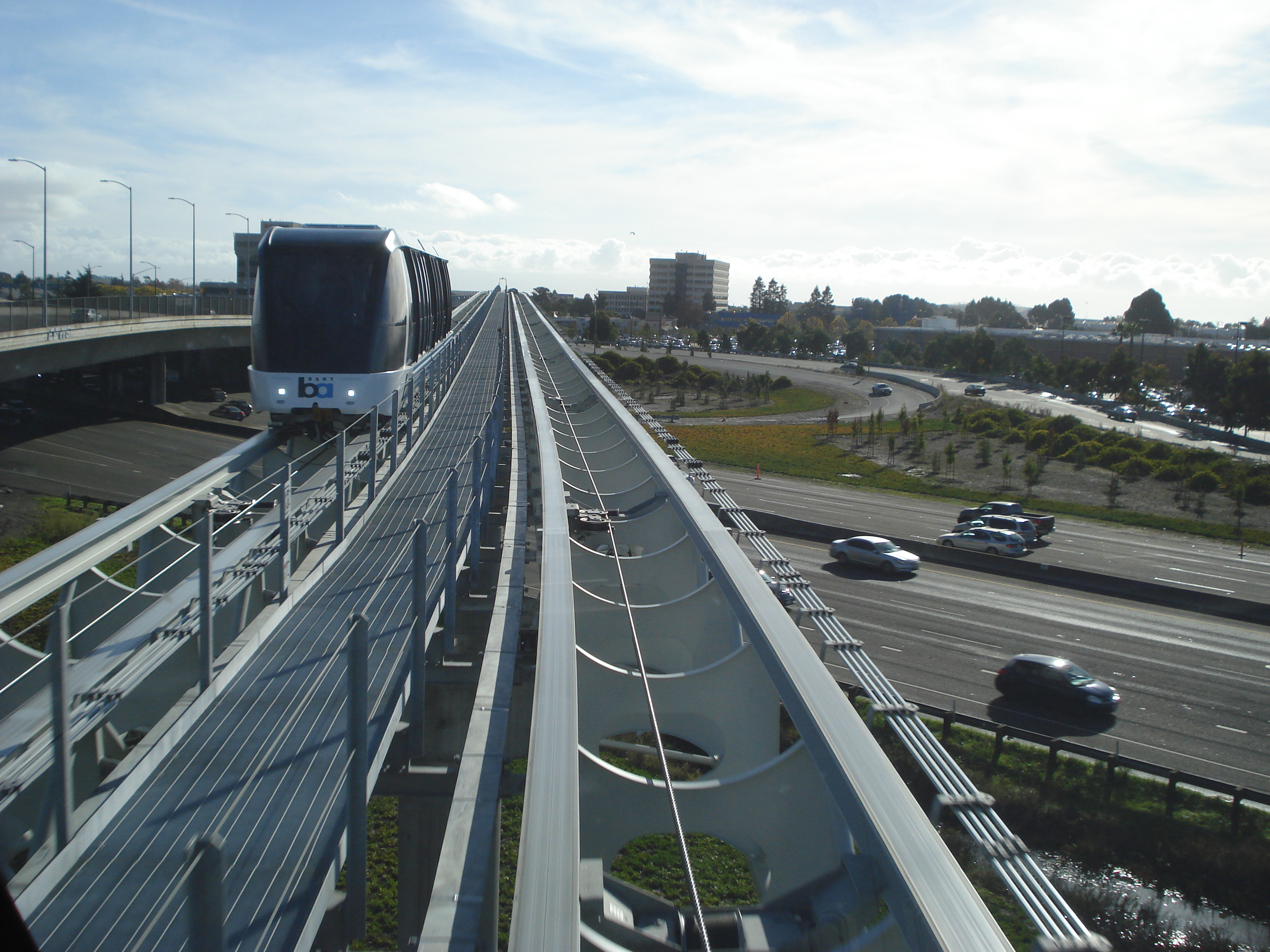
奥克兰机场线正在上跨880號州際公路

北康科德延伸線共分兩階段開通，先於1995年12月16日通至北康科德／馬丁尼茲站，一年後的1996年12月7日，全線通至匹茲堡/灣角站。

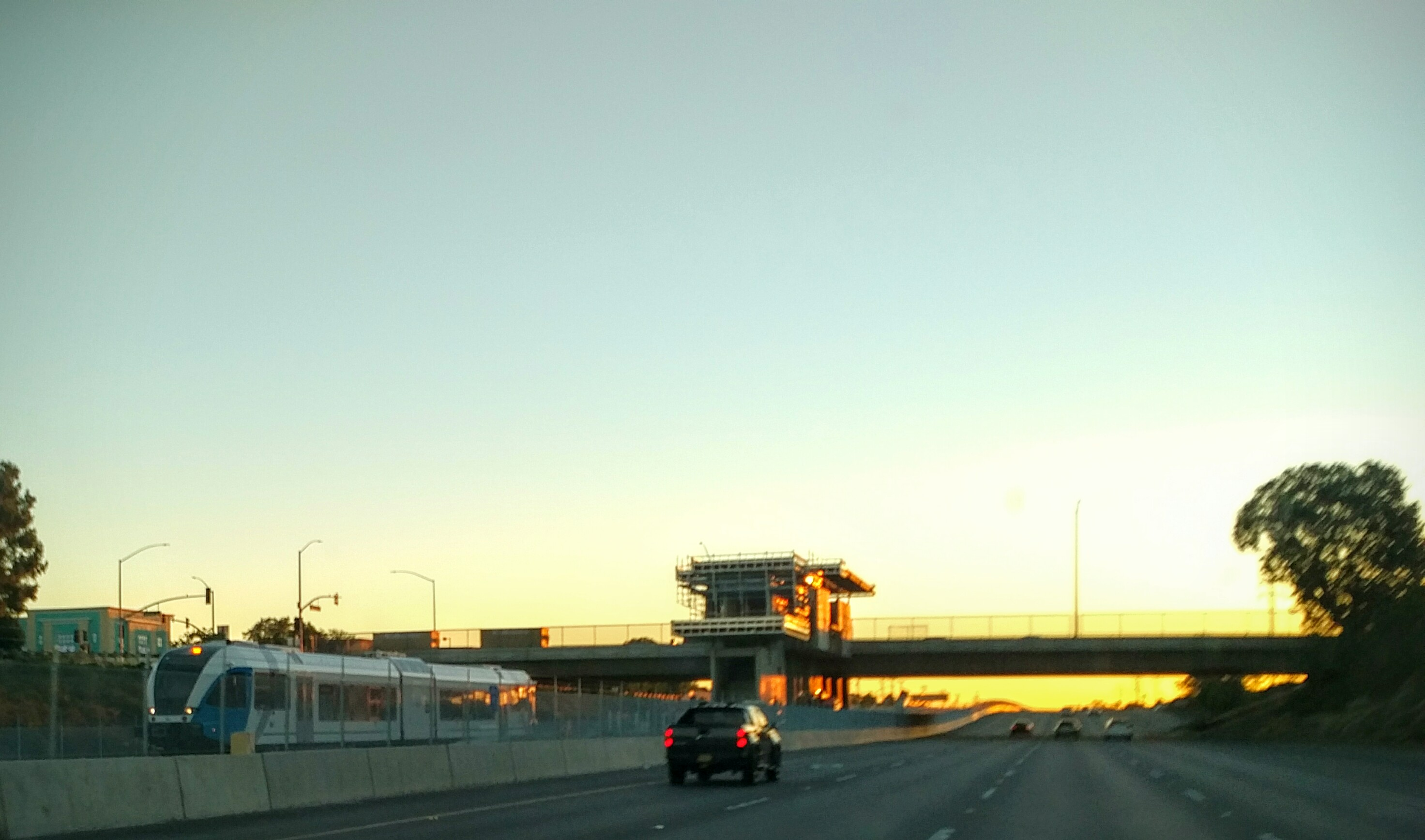
正在试运营的eBART列车，邻近匹茲堡/灣角站

1997年3月10日，從卡斯特羅谷站至都柏林/普萊森頓站的延伸線通車，线路位于580號州際公路之间。最初此线只有都柏林/普萊森頓站-贝菲尔站之间的摆渡列车，后来才增加往旧金山的服务，还一度延长至戴利城站以南，后来在2009年被截断至戴利城站。远期将有旧金山-贝菲尔站之间的短线列车，以保证班次的密度。 
都柏林/普萊森頓西站原计划是在2006年开通的，设施也早已到位，却因为施工的失误拖延至2011年才开通。 当时估计的成本是1060万美元 (考虑通胀后的1440万美元)，资金通过PPP模式、TOD和湾区地铁邻近的物业收入筹集。
为了节省成本，地铁系统里有两条线路使用了不同的技术：它们既不是大运量系统，也没有电气化。其中，
- 競技場－奧克蘭國際機場線在2014年11月22日开通，代替了先前的接驳巴士（英语：airbart），让乘客能不出站直达机场。此线使用了旅客捷運系統，并使用钢缆牵引和胶轮。此支线在奥克兰竞技场站和主线换乘，类似于纽约的甘迺迪國際機場捷運。

- eBART在2018年5月26日开通，为康特拉科斯塔县东部的居民提供了服务。此线在规划时，就确定了使用標準軌距、柴油动车组和轻轨列车，使成本降低了40%[來源請求]  此线在系统里未被当作一条独立的线路，而是被标示为主线的延长线。[62]

## 硅谷延长计划 (2009至今)

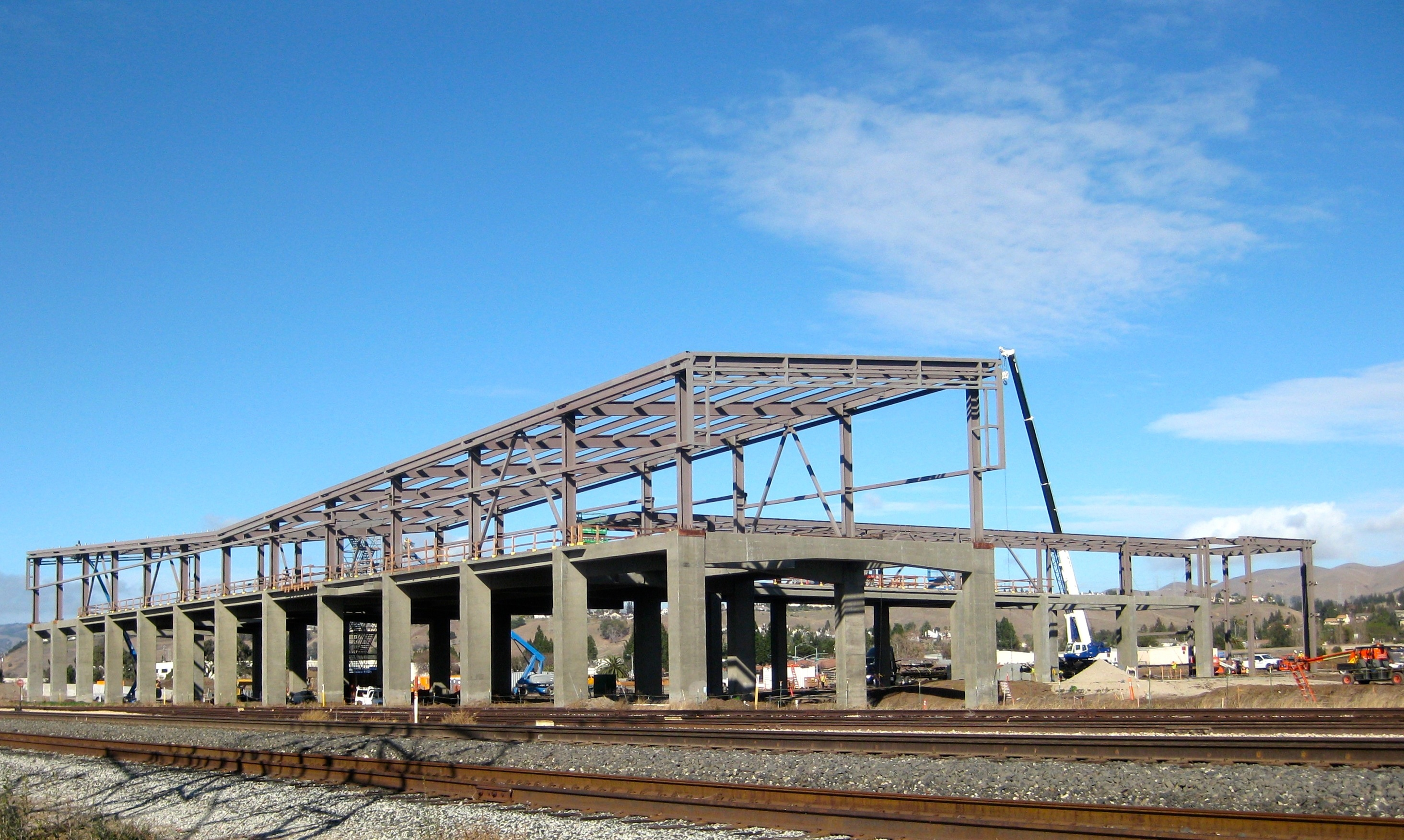
正在建造的温泉/费利蒙南站，摄于2014年1月

圣克拉拉郡由于本地选举人的反对，没能在一开始参与这个系统。原计划的进入帕羅奧圖的延长线也因为因为聖馬刁县的退出而取消。2000年，为了地铁延长进入圣荷西，圣克拉拉郡通批准了法案，将营业税在接下来的30年内提高0.5美分。
温泉段的延长在2009年开工，原计划在2014年通车，而正式通车则是在2017年3月25日。 而贝里耶莎的延长线也在2012年动工。

### 防震措施
尽管在1989年的大地震里，地铁系统体现出了它的坚固，2010年的一份报告却指出部分高架段有在大地震时坍塌的风险，而这个风险很可能在接下来的30年内得到体现。
在2012年，由美國地質調查局开发、加利福尼亞大學柏克萊分校的地震学家协助的预警系统shakealert上线。他们将200个监测站和加州地震统合网相连，再以比地震波快的电信号发出警报。如果地震网监测到了高于一定程度的震动，列车调度中心将下令，使列车时速从70英里每小時（110每小時）降至26英里每小時（42每小時）。
“这个早期预警系统将在地震发生前刹停列车，以避免脱轨和乘客伤亡，”湾区捷运的总裁约翰·麦克帕特兰这样表示，“我们是美国范围内最先使用这个系统的机构。”
长达3.6-英里（5.8-）的跨湾隧道也需要提高防震能力。这个沉管式隧道被放在旧金山湾底的一条壕沟内，通过淤泥和砾石固定。这种材质在地震时会出现土壤液化，可能使空心的管道上浮并移位。加固工程压紧了周围的土壤使密度变大，以减少土壤液化的可能性。在隧道内，湾区捷运在2013年3月到12月期间，安装了厚重的钢板以减少地震时的偏移。 施工期间，地铁方面曾在晚上停运其中一条隧道，在22：00后来往旧金山和奥克兰的列车将共用一个隧道，同时列车也会出现15-20分钟的晚点。 最后，工程提前了6个月完成。

## 车辆更新(2012至今)
随着列车普遍达到40年“高龄“，地铁方面正逐步替换列车。2012年，地铁方面和庞巴迪签署了9亿美元的合同，初步购买260辆新车，计划再购买150辆。 列车由加拿大的莫瑞里设计室设计。2013年底，地铁方面又购买了365辆新车，使车辆总数达到775辆，并提高了交付列车的速度到21个月/辆（10辆/月到16辆/月）。
准备进行的10节编组列车原计划在2015年到货，后来因为加装无障碍设施而推迟。 最近，庞巴迪也遇到了一些工厂的延误，还有加拿大政府拨款的推迟。在2016年，庞巴迪认为列车将推迟到年底才能交货。 列车最终在2018年1月19日投入服务，虽然有些同批次的列车不久后暂停了服务。
新的140辆车原计划再2017年投入运营，后来只有54辆。 775辆列车的交付也从2021年推迟到2022年。 第一辆10节编组的列车已于2018年1月17日得到了加州公共设施委员会的认证，并在2天后投入运营。

## 劳资关系
1976年罢工
1979年罢工
1997年罢工
2001年谈判
2005年的谈判
2009年的谈判
2013年罢工

## 已停运线路
在1973年11月5日至1974年9月16日之间，跨灣隧道和市場街地鐵尚未投入使用，蒙哥马利街站至戴利城站区间，即旧金山段是以一条独立的路线运营的，直到跨湾隧道的开通。
1995年7月10日起，由于680號州際公路和24号州道在核桃溪的立交改造，湾区捷运开始在康科德站和贝菲尔站之间提供有限的直达服务，后来又在24号延长至海沃德南站。此线路在1997年5月5日停止。

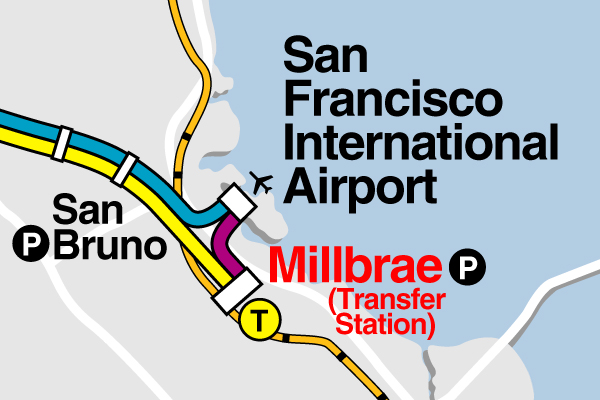
2003年时的旧金山机场-密尔布瑞站接驳巴士（紫线）

2003年6月22日，在旧金山机场延长线开通后，湾区捷运开通了一条接驳巴士线路——密尔布瑞-旧金山机场线，平均每20分钟一趟。此线在2004年2月停运，由其他直达地铁线路替代。然而在2008年1月1日，直达线路又被取消了，需要来往机场的乘客只能去圣布鲁诺站换乘。随后直达服务在2009年9月又再次恢复，但只有低峰期和周末的服务。
在2014年11月22日以前，奥克兰竞技场站奧克蘭機場之间有名为AirBART的接驳巴士，后来由现在的競技場－奧克蘭國際機場線取代。此线路由湾区捷运和奧克蘭港务局合作建立，并由法国交通发展集团运营。